# Sancaklıbozköy, Manisa
Sancaklıbozköy là một thị trấn thuộc huyện Manisa, tỉnh Manisa, Thổ Nhĩ Kỳ. Dân số thời điểm năm 2011 là 2.183 người.